# 高志航
高志航（1907年5月14日—1937年11月21日），原名高铭久（一說銘九），字子恒，1907年5月14日生於奉天省兴京府通化县，遼寧通化（今屬吉林省）人，中華民國空軍驱逐机部队上校司令兼第四大队大队长。
1937年11月21日，高在周家口機場待命时，遭日机偷袭，进入机舱准备起飞时牺牲，後中華民國國民政府追授其空軍少將。

## 早年经历

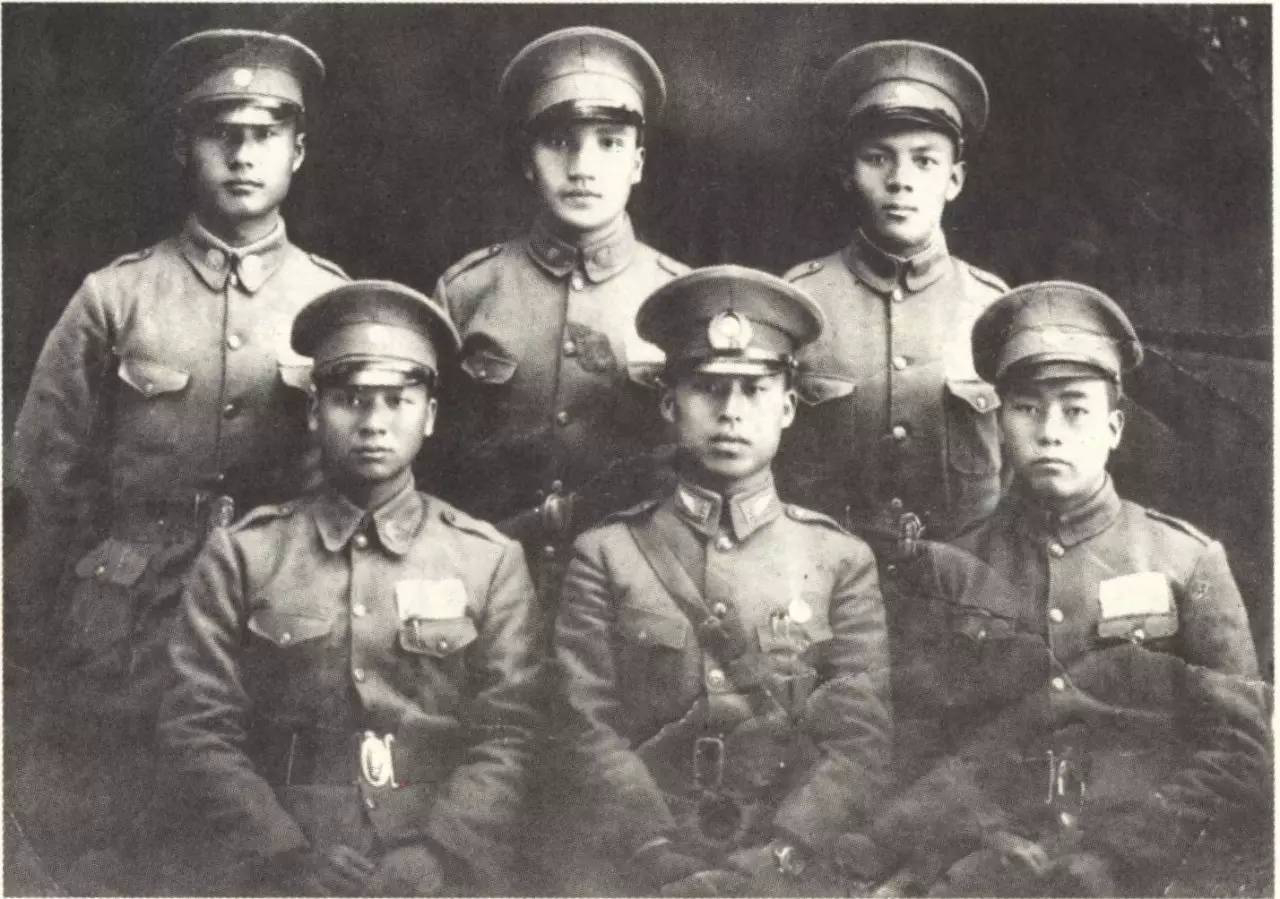
高志航與第三屆畢業生合影。

1920年考入东北陆军军官教育班，后被选派赴法国学习两年飞机驾驶，继而专修驱逐机专科。其间改名为高志航。毕业后又授军士军衔前往南锡的法国陆军航空队第23驱逐团见习。1927年1月，高志航学成回国，任张学良部东北航空处飞鹰队少校队员，再担任东北航空教育班少校教官。
九一八事变后，经一起学习飞行的老友邢铲非介绍前往国民党军政属所属的航空队任职。由于飞行事故，未能参加1932年1月28日爆发的一二八事变。为了继续飞行，他进入杭州笕桥中央航校高级班受训，后留校任教官。但由于其为东北军出身而不受重视遭到排挤，军衔由少校降为上尉。 后由于在一次航空表演中的出色表现使得航校同意提拔其出任第8队队长，开始执教中央航校驱逐机班学员。
1934年春，高志航晉升為空軍第四大隊中校大隊長，轄21、22、23中隊，在杭州筧橋開始訓練新的飛行員。 1935年，高志航被派至意大利考察航空1年，並在隔年5月的意大利羅馬航空展飛行表演中表現出眾，墨索里尼看過後說過，“這樣技術的飛行員在意大利也是數一數二的。 ”菲亞特航空(Fiat Aviazione （页面存档备份，存于）)為了推銷已經落後了的飛機，便試圖向高志航行賄，被高拒絕，高在向墨索里尼辭行時說：“貴國飛機已經太落後了，貴國想用行賄的方式要我們購買，我們中國人決不接受。請原諒，我們將去美國，再見！”墨索里尼非常欽佩他的行為，後來就將隨身攜帶防身的鋼筆手槍送給他作為紀念。
归国后，高志航担任教导总队副总队长，协助总队长毛邦初工作，在南昌集训驱逐机部队所有飞行员。培养出刘粹刚、柳哲生、董明德、李桂丹、郑少愚、乐以琴、罗英德等优秀飞行员。

## 战斗经历
1937年8月13日，淞沪战争爆发，14日当天早饭后，时任第四航空大队大队长高志航飞南京开会，行前指示空军第21中队队长李桂丹率21、22、23各中队按命令提前行动。下午，在经过冒雨、穿云，克服恶劣气象条件的长途飞行后，4大队21、23中队先行达到笕桥机场，高志航大队长也从南京直接飞抵笕桥。而此刻正好收到時任空軍前敵總司令部防空總台長的陳一白將軍最新日机进袭情报，若干架九六式陸上攻擊機向笕桥方向而来，高志航立刻前往起飞线前，以喊话、手势命令正在降落的21、23中队队员赶快再次起飞，利用最后一点餘油拦截日机。高志航立刻驾机起飞，击落日机一架，这是中国空军首次击落日机。
8月15日晨，日本海军航空队第2航空战队派出多批34架飞机从加贺号航空母舰上起飞袭向杭州。高志航击落日机两架，后左臂中弹返回机场。杭州各界得知后，纷纷前往广慈医院慰问，时任中华民国军事委员会委员长蒋介石特汇来一万元大洋，并专电褒奖，责令送相对安全的汉口治疗。出院后，晋升为空军驱逐机上校司令，专责南京防空任务，指挥第三、四、五3个航空大队，并兼任第四航空大队大队长，第四航空大队亦被命名为“志航大队”。10月，日机入侵南京，高志航率机迎击，击落日机一架。
1937年11月，高志航奉命赴兰州接收苏联援华的战机。根据命令他率援助的战机飞至周家口。因天气恶劣，留原地待命。11月21日，周家口机场接到报告，有11架日机向该机场飞来。他立即下令作战，然而此时日军战机已飞至机场上空，在日机的俯冲轰炸下高志航登上座机，刚进入机舱即被早有准备的日军战机投下的炮弹炸中而殉国，时年30岁。同时殉国的还有第四航空大队军械长冯幹卿、到机场送饭的伙夫郭万泰等六人。陣亡时，高志航的双手还紧紧握着飞机的操纵杆。
1939年9月，国民政府正式下令每年8月14日为空军节。从此高志航与刘粹刚（1937年10月在支援忻口战役时，座机燃油告罄，迫降时不幸碰撞城楼而以身殉职，时年24岁。）、李桂丹（1938年2月在武汉保卫战中与日机互撞时牺牲，时年24岁）、乐以琴（1937年12月在与日军空战中，其座机被敌击中。跳伞时，为避日军射击，张伞过迟，壮烈殉国，时年22岁。）并称为中国空军“四大金刚”。

### 戰績
|   | 日期       | 駕駛機型       | 結果     | 擊落機型         | 地點         | 備注 |
| - | ---------- | -------------- | -------- | ---------------- | ------------ | ---- |
| 1 | 14/8/1937  | 寇蒂斯霍克三型 | 共同擊落 | 九六式陸上攻擊機 | 杭州半山地區 |      |
| 2 | 14/8/1937  | 寇蒂斯霍克三型 | 共同擊落 | 九六式陸上攻擊機 | 杭州半山地區 |      |
| 3 | 15/8/1937  | 寇蒂斯霍克三型 | 個人擊落 | 八九式艦上攻擊機 | 杭州地區     |      |
| 4 | 15/8/1937  | 寇蒂斯霍克三型 | 個人擊落 | 八九式艦上攻擊機 | 杭州地區     |      |
| 5 | 12/10/1937 | 寇蒂斯霍克三型 | 共同擊落 | 九五式水上偵察機 | 江陰地區     |      |
| 6 | 12/10/1937 | 寇蒂斯霍克三型 | 個人擊落 | 九六式艦載戰鬥機 | 南京地區     |      |
| 7 | 12/10/1937 | 寇蒂斯霍克三型 | 個人擊落 | 九六式艦載戰鬥機 | 南京地區     |      |

資料來源：
- China Incident (Air Enthusiast/April 1973) - Victor Chun, 1973 kindly provided by Börje Henningsson
- Tidbits from the Sino-Japanese Air Battles - Chang Kuang-Ming, 1998 World News Weekly August 1998 kindly provided by Tom Chan
- Japanese Naval Aces and Fighter Units in World War II - Ikuhiko Hata and Yasuho Izawa, translated by Don Cyril Gorham, 1989 United States Naval Institute, Annapolis, ISBN 0-87021-315-6
- Soviet Fighters in the sky of China, Part II - Anatolii Demin, 2000 Aviatsiia Kosmonavtika 10 (translated by George M. Mellinger)
- Much additional information kindly provided by Raymond Cheung, Tom Chan, Jack Hwang and Erich Wang.

## 獲得勳章
- 一等寶鼎勳章
- 三等星序獎章

## 名言
高志航殉難前道：「身為中國空軍，怎能讓敵人的飛機飛在我們的頭上。」。

## 家庭

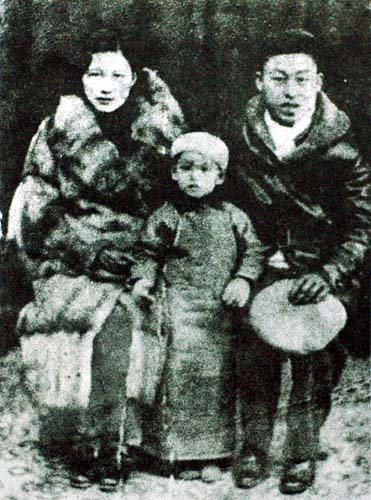
1932年與新婚的第三任妻子葉容然女士拍攝於上海，中立者為與第二任妻子嘉麗亞所生的中混俄血次女高友良。

- 1924年與邵文珍結婚，然後邵於1927年自殺，並無育子。
- 1928年和嘉莉亞（白俄人）結婚，1931年因軍中不允許與外籍女子結婚的規定，被迫離婚，育有兩女為高麗良、高友良。
- 1932年葉容然結婚，育一男一女為高耀漢（曾任新生報國防記者）、高憶椿。

## 去世

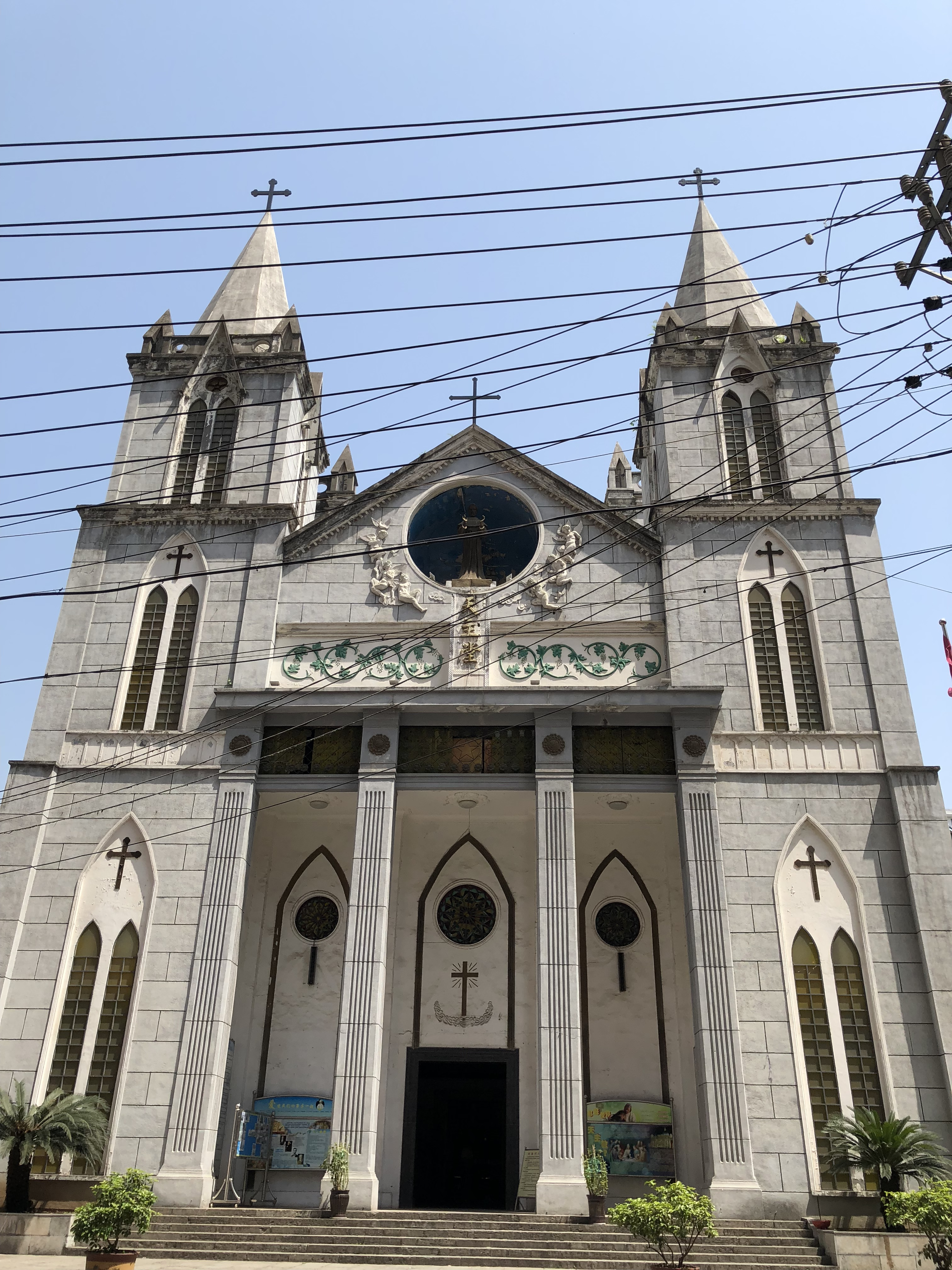
宜昌二馬路天主教堂，現改為湖北省西南天主教宜昌教區

高志航追悼會之後，高志航之弟高銘魁和隨行官員護送英烈靈柩，準備由湖北宜昌經水路送往重慶厚葬。 1937年11月28日，靈柩運抵宜昌。宜昌學生戴著白花，舉著“壯志未酬身先死，長使英雄淚滿襟”戰魂猶在的標語，為英魂送最後一程。因為高志航在法國接受教育，一直信奉天主教，因此他的靈柩就停在宜昌二馬路天主教堂地下室。用紗布纏好的遺體裝在宜昌提供的黑木棺木中。由於當時敵機轟炸頻繁，宜昌碼頭非常混亂。處於安全考慮，高銘魁將靈柩留下，迅速離開了宜昌前往重慶。得知高志航安葬在宜昌，日機竟來宜昌轟炸了7天。
1938年初，二馬路天主教堂決定安葬高志航，神甫龔澔等人為高志航舉行了安葬儀式。地點即現在的宜昌市夷陵大道181號老醫專院內，兩棵香樟樹與一棵桂花樹之間。由於擔心日軍報復開挖，沒有留墳頭和立碑。由於當事人沒有主動提及，長期以來，包括宜昌方面在內都不知道高志航葬在宜昌。直至1980年代初，吉林通化市政協王維良等二人，在昆明調查走訪時由高銘魁處得知高志航葬在宜昌，於是轉道宜昌尋訪，宜昌方面方才知曉，但無從查找具體地點。
1984年高志航的女儿高丽良、高忆春到宜昌寻访父亲之墓，虽然未果，却引起了接待二人的原宜昌市政协工作人员刘思华、原宜昌市委统战部工作人员林东平的注意。二人于1980年代分别找到当事人神甫龚澔，询问到真实情况。但没有公开，世人仍未知晓“战魂之墓”究竟在何处。
2010年4月初，一位留学欧洲的宜昌籍留学生施泽伦，从港台同学、欧洲友人那里了解到了高志航的事迹，并且就葬在家乡宜昌后，给《三峡晚报》记者发信查问。《三峡晚报》连续几天刊登专版寻求知情者，终于在刘思华、林东平二位老人的指引下找到“战魂之墓”。

## 榮譽和紀念
中國空軍在成立之初並無航空工業，所有軍用飛機都仰賴進口，能夠購買到的飛機，質量上在當時都非性能最優者，數量上也不足。但能在抗戰初期以少勝多，以性能較劣的戰機取得勝利，可說是得力於高志航當時對戰鬥飛行員的特技飛行，所實施的嚴格訓練。
高志航殉國後，國民政府軍事委員會委員長暨國民革命軍總司令蔣中正，在1937年11月22日，武漢漢口商務會大禮堂舉行主持其追悼會，國民政府特追授其少將軍階。
1946年8月14日，中共方面在延安举行了纪念八一四空战大捷座谈会，纪念高志航及其战友的英雄事迹。
1971年8月16日，中華民國國防部與空軍總司令部由總統蔣中正親自將位於臺灣臺東縣的空軍基地命名為「空軍志航基地」，基地門口的東成公路改名為「志航路」。嘉義市有志航國小。台7甲線上有志航橋。
1993年7月18日，92歲高齡的張學良為這位東北同鄉、當年的部下題詞：「東北飛鷹，空軍戰魂」
2002年8月14日，八一四空战大捷65周年纪念日，高志航烈士纪念馆（高志航故居）在中国人民解放军空军、通化市人民政府、北京航空联谊会等单位主持下开幕。

### 影視作品
1977年中央電影公司改編拍攝之電影《筧橋英烈傳》是以高志航故事為主軸的著名抗日戰爭電影之一，影星梁修身飾演高志航，此片當年金馬獎得獎數項。2011年3月，中国大陆拍摄有关高志航抗日的电视连续剧《远去的飞鹰》，高志航由朱亚文饰演。